# Parmelia isidioclada
Parmelia isidioclada är en lavart som beskrevs av Vain. Parmelia isidioclada ingår i släktet Parmelia och familjen Parmeliaceae.   Inga underarter finns listade i Catalogue of Life.